# Casa de Sousa
La Casa de Sousa (también a veces escrita de Souza, D'Sousa o D'Souza) es una familia noble en Portugal, que se remonta a la época del Reino Visigodo. Fue fundada en el Siglo IX d. C., cuando el noble y militar D. Sueiro Belfauger, nacido en el año 875, fundó la Casa de Sousa, cuyo nombre es toponímico y viene de las tierras subyacentes al río Sousa, una afluente del duero que nace en la freguesía portuguesa de Felgueiras. 
La jefatura de la familia se heredó de generación en generación hasta la primera instancia de la utilización del apellido de Sousa, D. Egas Gomes de Sousa, nacido en el año 1035 en Galicia, quien ejerció, además de señor de la Casa de Sousa y otros títulos nobiliaros, de gobernador-general("imperator") de la comarca de Entre-Douro-e-Minho, así como capitán-general, teniendo un muy importante papel en la reconquista portuguesa, durante la cual derrotó en una batalla junto a la ciudad de Beja al rey de Túnez y sus ejércitos del califato de Omeya, tras la victoria, se capturaron varios estandartes del rey que portaban medias lunas islámicas, que fueron incluidas posteriormente en el escudo de la Casa de Sousa.
La casa de Sousa tuvo un muy importante papel en la reconquista portuguesa y en el establecimiento del posterior imperio Portugués, así como de las rutas del comercio portuguesas en Europa, África, Asia, América y Oceanía. Asimismo, muchos miembros de la casa de Sousa ostentaron importantes puestos y títulos en la jerarquía lusa civil, militar, religiosa y política en Portugal y sus colonias. Un ejemplo de ello son personajes ilustres como Martim Afonso de Sousa (1500-1562), quien fue capitán-general del Brasil colonial, así como donatario de la capitanía de San Vicente y gobernador-general de la India Portuguesa, Tomé de Sousa, quien fue el primer gobernador-general del Brasil portugués y fundador de la ciudad brasileña de Salvador da Bahía, y Pedro Lopes de Sousa, primer gobernador general del Ceilán Portugués, entre otros muchos.
La Casa de Sousa continuó ostentando de grandes poderes e influencia a nivel colonial y nacional durante siglos, hasta la revolución republicana del 5 de octubre de 1910, que puso fin a la monarquía y a todas las instituciones nobiliarias en Portugal, quedando sus instituciones y competencias extintas. Los Sousa de Córdoba, por otro lado, extendieron sus raíces en Nueva España, hoy México y el legando no esta exinto, su heredero es Don Pedro Casillas Capetillo D´Souza y Viana del Castillo Negrete. 

## Heráldica

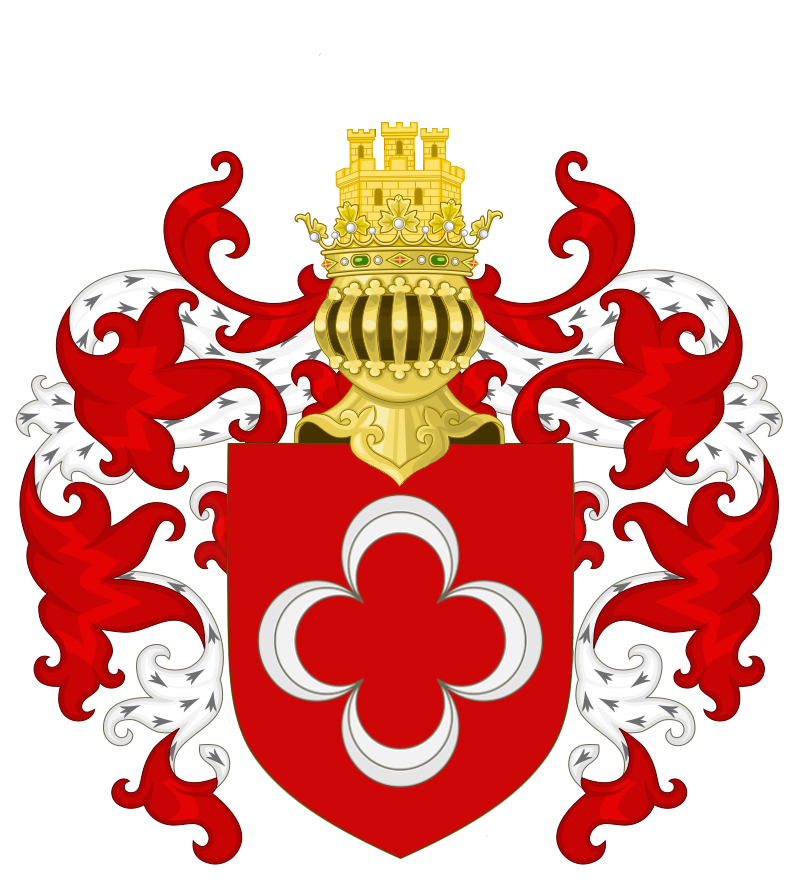
Armas antiguas de la Casa de Sousa

La familia de Sousa, siendo uno de los linajes nobles más antiguos en Portugal, se extiende a través de varias ramas, portantes cada una de un escudo de armas con sus respectivas variaciones, sin embargo, las armas antiguas constan de una cadena de cuatro crecientes de plata sobre un fondo rojo, asimismo, cada uno de las tres principales ramas viene de un hijo bastardo del rey D. Afonso III.

Escudo de armas de los Sousas de Arronches.

Los llamados Sousas do Prado, por ser propietarios del lugar, o Sousas Chichoros, por proceder de D. Martim Afonso, conocido como "O Chichorro" (el chichorro) por su baja estatura, hijo bastardo del rey portugués D. Alfonso III. Sus armas son " cuartadas: la primera y la cuarta en plata, con cinco escudos azules colocados en cruz, cada escudo cargado con cinco cuentas de plata, entre comillas; el segundo y tercero en plata, con un león de púrpura de timbre, el león del escudo ."

Armas de los Sousas de Córdoba, D´Souza y Viana del Castillo Negrete.

Los llamados Sousa de Arronches, por ser marqueses del lugar 1674, proceden, a su vez, de Diogo Afonso de Sousa, nieto de D. Alfonso III e hijo de su hijo bastardo con María Pérez de Enxara, Afonso Dinis. Sus armas son " Cuarteladas: la primera y la cuarta de plata, con cinco escudos de azul, puestos en cruz, cada escudo cargado con cinco besantes de plata, puestos entre comillas; orla roja cargada con ocho castillos de oro, teniendo un filete en negro, colocado en una barra, atravesando todo, excepto el escudo central segundo y tercero en rojo, una cadena de medias lunas de plata, un castillo de oro.
Otra más, llamados Sousas de Córdova y de Souza y Viana del Castillo Negrete (Nueva España, México), son procedentes de Pedro Afonso de Sousa, hermano de Diogo Afonso, tienen como armas " Franchado: la primera y la cuarta de rojo, con un castillo de oro; la segunda y tercera de plata, con cinco escudos de azul, colocado en una cruz, cada escudo cargado con cinco besantes de plata".

## Señores de la Casa de Sousa

### Casa de Sousa
- D. Sueiro Belfaguer (875-925), fundador de la Casa de Sousa.
- D. Hugo Soares Belfaguer (880-950)
- D. Ahufo Ahufes (925)
- D. Vizoi Vizois (950)
- D. Llega Guiçoi (985-1060)
- D. Gómez Echigues (1010-1102)
- D. Egas Gomes de Sousa(1035-1090), primero bautizado con el apellido.
- D. Madre Viegas (1070-1130)
- D. Gonçalo Mendes I, "El Bueno" (1120-25 de marzo de 1190)
- D. Mendo Gonçalves I, "Ó Sousão" (1140-1192), I conde de Sousa
- D. Gonçalo Mendes II (1170-25 de abril de 1243)
- D. Mem García (1200-1255), sobrino de su antecesor.
- D. Gonçalo Mendes III (1225-antes de 1286) (exiliado en 1262)
- D. Esteban Anes I (1240-1272)
- D. Gonçalo Garcia I (1215-1286)
- D. Constança Mendes (1245-Santarém, 1298)

### Casa de Sousa do Prado (oChichorro)
- D. Martim Afonso Chichorro (1250-1313), cc D. Inês Lourenço de Valadares, hija de Maria y sobrina de Constança.
- D. Martim Afonso Chichorro II o Martim Afonso de Sousa Chichorro (1280 -?)
- D. Vasco Martins de Sousa Chichorro (1320-1387)

### Casa de Sousa de Arronches
- D. Maria Pais Ribeira Portel de Sousa, 15.ª senhora da Casa de Sousa (1285-1340)
- D. Álvaro Dias de Sousa, 16.º senhor da Casa Sousa (1330-1365)
- D. Lopo Dias de Sousa, 17.º senhor da Casa de Sousa, senhor de Mafra, Ericeira e Enxara dos Cavaleiros (1352-1435)
- Diogo Lopes de Sousa, 18.º senhor da Casa de Sousa (1380-1451)
- Álvaro de Sousa, 19.º senhor de Sousa, senhor de Miranda do Corvo e alcaide-mor del castillo de Arronches (1410-1471)
- Diogo Lopes de Sousa 20.º senhor de Sousa (1440-?)
- André de Sousa 21.º senhor da Casa de Sousa (1465-?)
- Manuel de Sousa, 22.º senhor da Casa de Sousa, alcaide-mor del castillo de Arronches (1495-?)
- André de Sousa, 23.º senhor da Casa de Sousa (1515-?)
- Manuel de Sousa, 24.º senhor da Casa de Sousa (1525-?)
- Diogo Lopes de Sousa 25.º senhor da Casa de Sousa que nela fora empossado por decreto do Cardeal-Rei, dada a extinção da linha primogénita desta antiquíssima família. Tio do seguinte:
- Henrique de Sousa Tavares, 1.º conde de Miranda do Corvo e 26.º senhor da Casa de Sousa, sobrinho do anterior (1550-1628)
- Diogo Lopes de Sousa, 2.º conde de Miranda do Corvo e 27.º senhor da Casa de Sousa (1595-1649)
- Henrique de Sousa Tavares, 1.º marquês de Arronches, 3.º conde de Miranda do Corvo e 28.º senhor da Casa de Sousa (1626-1706)
- Mariana Luísa Francisca de Sousa Tavares Mascarenhas da Silva, 2.ª marquesa de Arronches, 5.ª condesa de Miranda do Corvo e 29.ª señora da Casa de Sousa (1672-1743), nieta del anterior
- D. João Carlos de Bragança, 2.° duque de Lafões, 4.° marquês de Arronches, 8.° conde de Miranda do Corvo e 30.° señor da Casa de Sousa (1719-1806), nieto de la anterior
- D. Ana Maria de Bragança e Ligne de Sousa Tavares Mascarenhas da Silva, 3.ª duquesa de Lafões, 5.ª marquesa de Arronches, 9.ª condesa de Miranda do Corvo, 31.ª señora da Casa de Sousa (1797-1851)
- D. Maria Carlota de Bragança e Ligne de Sousa Tavares Mascarenhas da Silva, 6.° marquesa de Arronches, 10.ª condessa de Miranda do Corvo e 32.ª senhora da Casa de Sousa (1820-1865)
- D. Caetano Segismundo de Bragança e Ligne de Sousa Tavares Mascarenhas da Silva, 4.° duque de Lafões, 7.° marquês de Arronches 11.° conde de Miranda do Corvo e 33.° senhor da Casa de Sousa (1856-1927)
- D. Afonso de Bragança, 5.º duque de Lafões, 7.° marquês de Arronches, 12.° conde de Miranda do Corvo e 34.° senhor da Casa de Sousa (1893-1946)
- D. Lopo de Bragança, 6.º duque de Lafões, 8.° marquês de Arronches, 13.° conde de Miranda do Corvo e 35.° senhor da Casa de Sousa (1921-2008)
- D. Afonso Caetano de Barros e Carvalhosa de Bragança, 7.° duque de Lafões, 8.° marquês de Arronches, 14.° conde de Miranda do Corvo e 36.° senhor da Casa de Sousa (1956-2021)
- D. Miguel Bernardo do Casal Ribeiro Bravo de Bragança, 8.º duque de Lafões, 9.º marquês de Arronches, 15.º conde de Miranda do Corvo e 37.º senhor da Casa de Sousa (1982-)

## Señores de la Casa D´Souza y Viana del Castillo Negrete
- D. Pedro Casillas Capetillo D´Souza y Viana del Castillo Negrete, 1.º marquês D´Souza (1989-)

- Datos: Q130101071